# 水东镇 (纳雍县)
水东镇，是中华人民共和国贵州省毕节市纳雍县下辖的一个乡镇级行政单位。
2015年9月29日，贵州省人民政府批复同意撤销水东乡建制，设置水东镇。撤乡设镇后，行政区域和政府驻地不变。

## 行政区划
水东镇下辖以下地区：
水东村、独山村、姑箐村、花初村、金子屯村、滥坝村、老包底村、麻园村、马流光村、猫寨村、木城村、帕那村、洗米村、箱子村、新明村、烟山村、以则孔村和簸落村。